# Joseph Cook
Joseph Cook (7 de diciembre de 1860 - 30 de julio de 1947) fue un político australiano, que ocupó el cargo de sexto primer ministro de Australia. Fue uno de los miembros fundadores del Partido Laborista Australiano. Durante su juventud trabajó en minas de carbón en su lugar natal Silverdale, en Staffordshire, Inglaterra, y posteriormente emigró hacia Lithgow, Nueva Gales del Sur, durante la década de 1880.
Su carrera política comenzó cuando fue elegido para la Asamblea Legislativa de Nueva Gales del Sur por el distrito de Hartley en 1891. Fue elegido posteriormente para la Cámara de Representantes de la Asamblea Nacional Australiana. En 1913 fue finalmente electo primer ministro de Australia y nuevamente en 1914, tras una nueva elección se dio por finalizado su mandato.